# Appariement Hoogsteen

Guanosine montrant la face Watson-Crick et la face Hoogsteen de la purine

L'appariement Hoogsteen (ou paire Hoogsteen ou appariement de Hoogsteen) est un type d'appariement canonique impliquant les purines, observé dans les acides nucléiques. Les liaisons hydrogène dans les paires Hoogsteen impliquent une face de la purine différente de la face Watson-Crick et en particulier les positions N7 et le groupement oxo ou amino en position 6. On distingue deux types d'appariements Hoogsteen, en fonction de l'orientation de la pyrimidine par rapport à la purine : 
- la paire Hoogsteen directe (Hoogsteen direct), où les deux sucres sont du même côté de l'axe de la paire de base
- la paire Hoogsteen inverse (reverse-Hoogsteen), où les deux sucres sont situés de part et d'autre de l'axe de la paire de base.

Ces deux conformations diffèrent par une rotation de 180 degrés de la pyrimidine.

Paire AU Hoogsteen directe
Paire AU Hoogsteen inverse

## Fonction

### Triple hélice
Comme l'appariement Hoogsteen utilise une face de la purine qui est indépendante de la face Watson-Crick, il est possible à une purine d'effectuer simultanément les deux types d'interactions. Ceci permet de former des structures à trois brins, dont deux forment une hélice canonique. Le troisième brin vient se loger dans le grand sillon de cette hélice et forme des paires Hoogsteen avec le brin d'ADN ou d'ARN contenant des purines. Cette structure ne peut se former que dans les régions où le duplexe contient une séquence de plusieurs purines consécutives.

### G-quadruplexe
Les quadruplexes de G ou tétrades de G sont des structures à quatre brins contenant des guanosines. Les interactions entre les quatre brins se font par des appariements de type Hoogsteen entre quatre G situés dans le même plan. Cette structure est stabilisée par la présence d'un cation monovalent au centre de la tétrade.

### Structure tertiaire
Les paires Hoogsteen contribuent fréquemment à la formation d'interaction tertiaires dans la structure de l'ARN. On en trouve en particulier dans la structure de l'ARN de transfert, où deux nucléotides universellement conservés la ribothymidine en position 54 et l'adenosine en position 58 forment un appariement de Hoogsteen qui participe à la stabilisation de la structure de cet ARN.

## Historique
L'existence de ces appariements non-canoniques a été proposée en 1963 par Karst Hoogsteen, qui leur a donné son nom. Ils ont été observés expérimentalement pour la première fois dans la structure cristallographique de l'ARN de transfert, en 1974.